# 須磨區
須磨区（日语：／ Suma ku */?）是位于神戶市西部的一区。

## 歷史
在平安時代本地曾是當時日本首都平安京（今京都府京都市中心）流放罪人的地點，在源氏物語中主角光源氏就曾被流放至須磨。
在19世紀末期時，行政區劃屬於八部郡須磨村，1912年改制為須磨町，後於1920年併入神戶市，1931年神戶市初次劃設區級行政區劃時將原屬需摩町的大部分地區劃為須磨區。1941年明石郡垂水町併入神戶市後也被劃入須磨區，直到1946年，原屬垂水町另外劃出成立垂水區。

## 交通

### 鉄道路線
- 西日本旅客鐵道（JR西日本）
  - 山陽新幹線：通過轄區內，但此路段全線位於神戶隧道（日语：神戸トンネル）內，未設有車站
  - 山陽本線（JR神戶線）：鷹取車站 - 須磨海濱公園車站 - 須磨車站
- 山陽電氣鐵道
  - 本線：板宿車站 - 東須磨車站 - 月見山車站 - 須磨寺車站 - 山陽須磨車站 - 須磨浦公園車站
  - 須磨浦纜車（日语：須磨浦ロープウェイ）：須磨浦公園車站 - 鉢伏山上站
- 神戶市營地下鐵
  - 西神·山手線：板宿車站 - 妙法寺車站 - 名谷車站 - 綜合運動公園車站

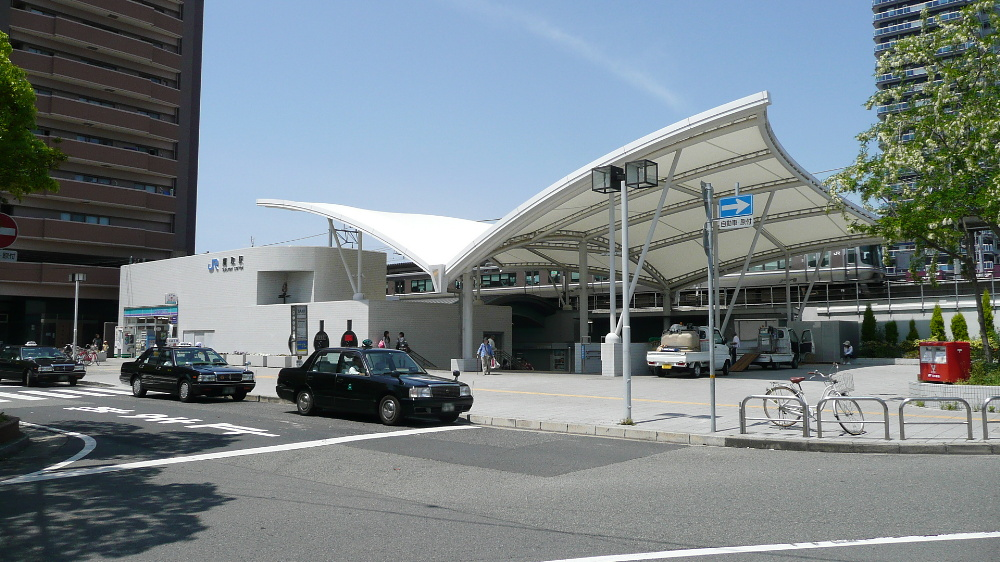
鷹取車站
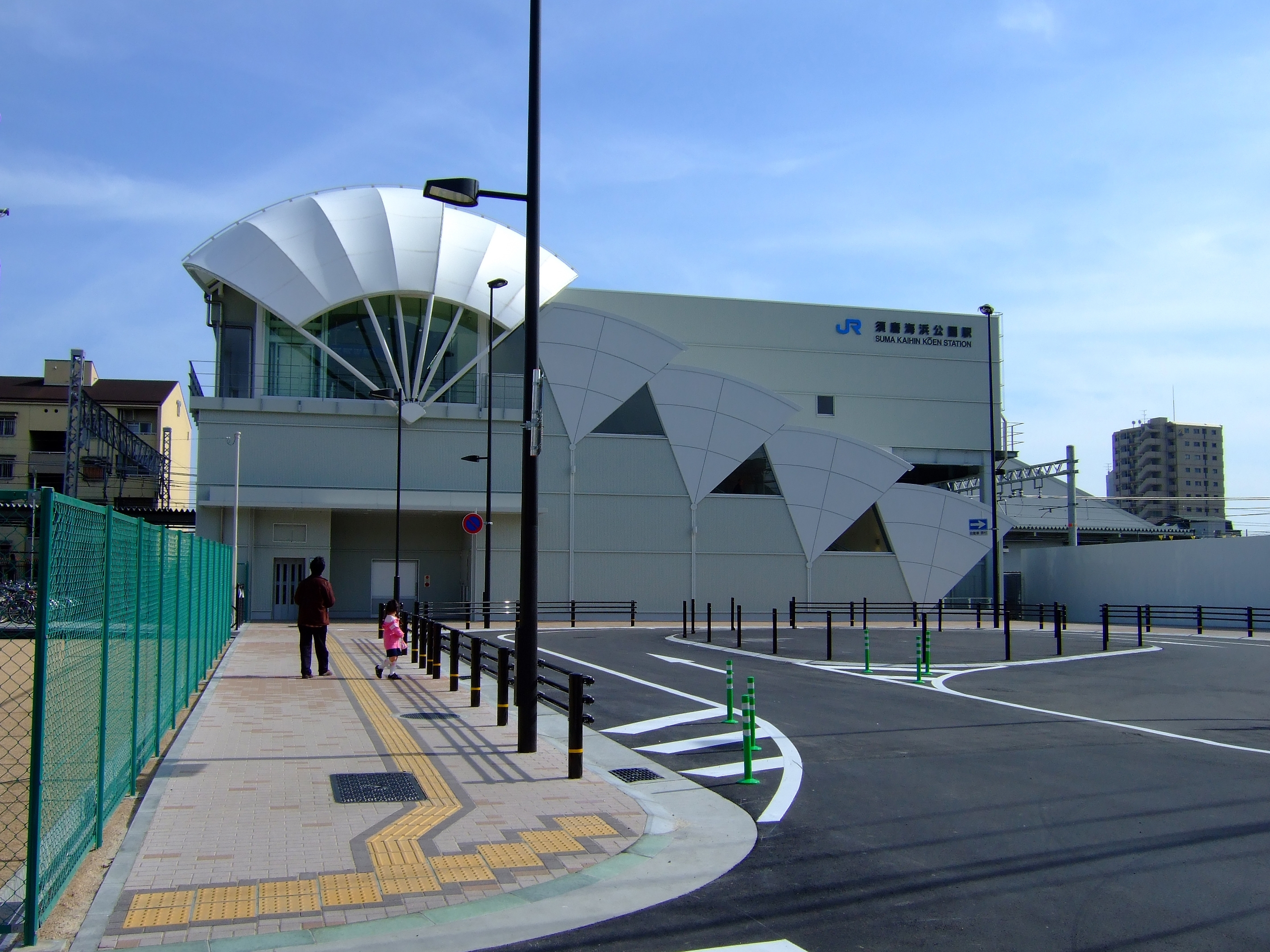
須磨海濱公園車站
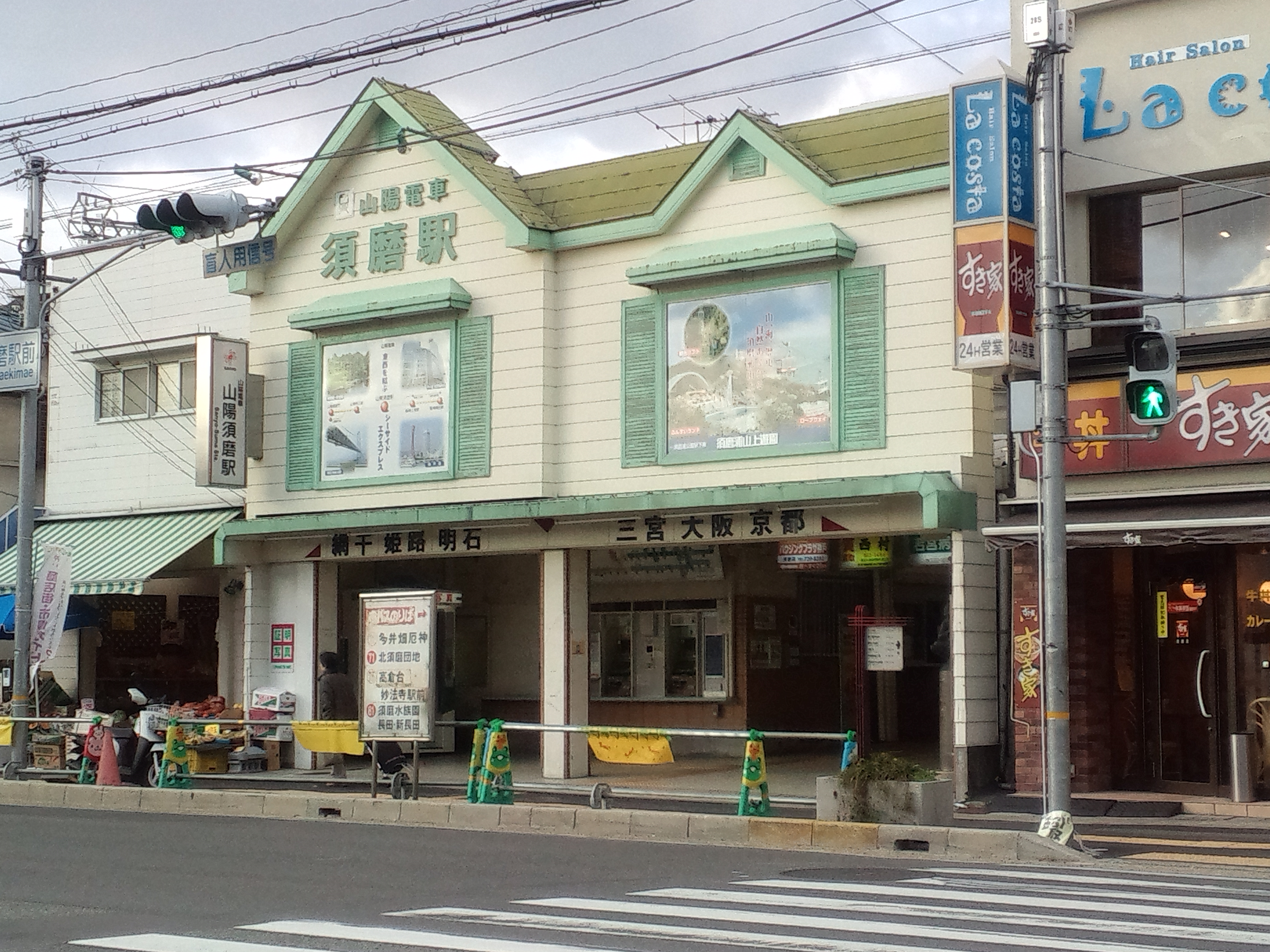
山陽電鐵須磨車站
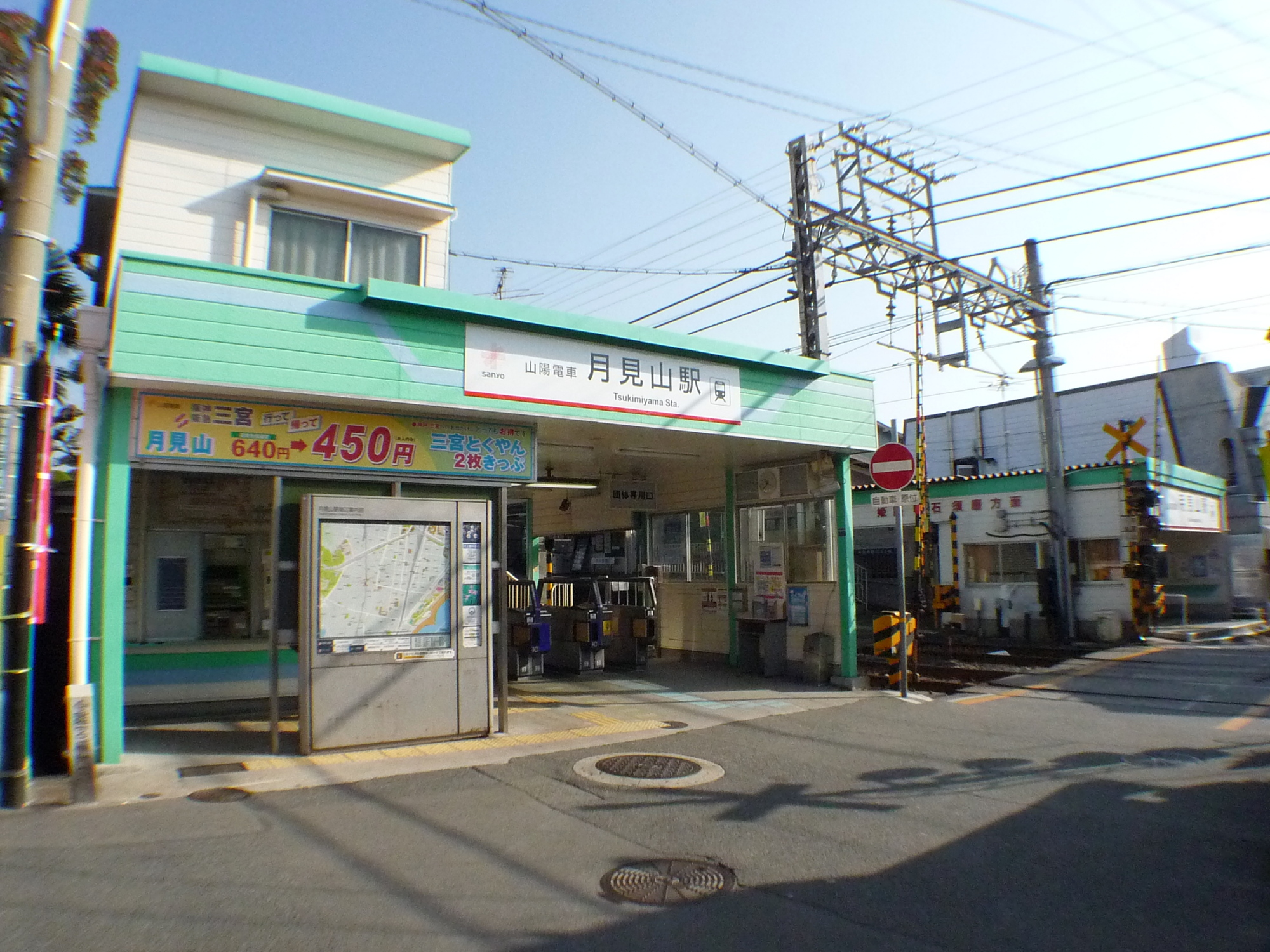
月見山車站

## 觀光資源
博物館・公園
- 須磨離宮公園
- 神戶市立須磨海浜水族園（日语：神戸市立須磨海浜水族園）
- 須磨海水浴場
- 須磨海濱公園（日语：須磨海浜公園）
- 須磨浦公園（日语：須磨浦公園）
- 須磨浦山上遊園（日语：須磨浦山上遊園）
- 神戶綜合運動公園（日语：神戶総合運動公園）

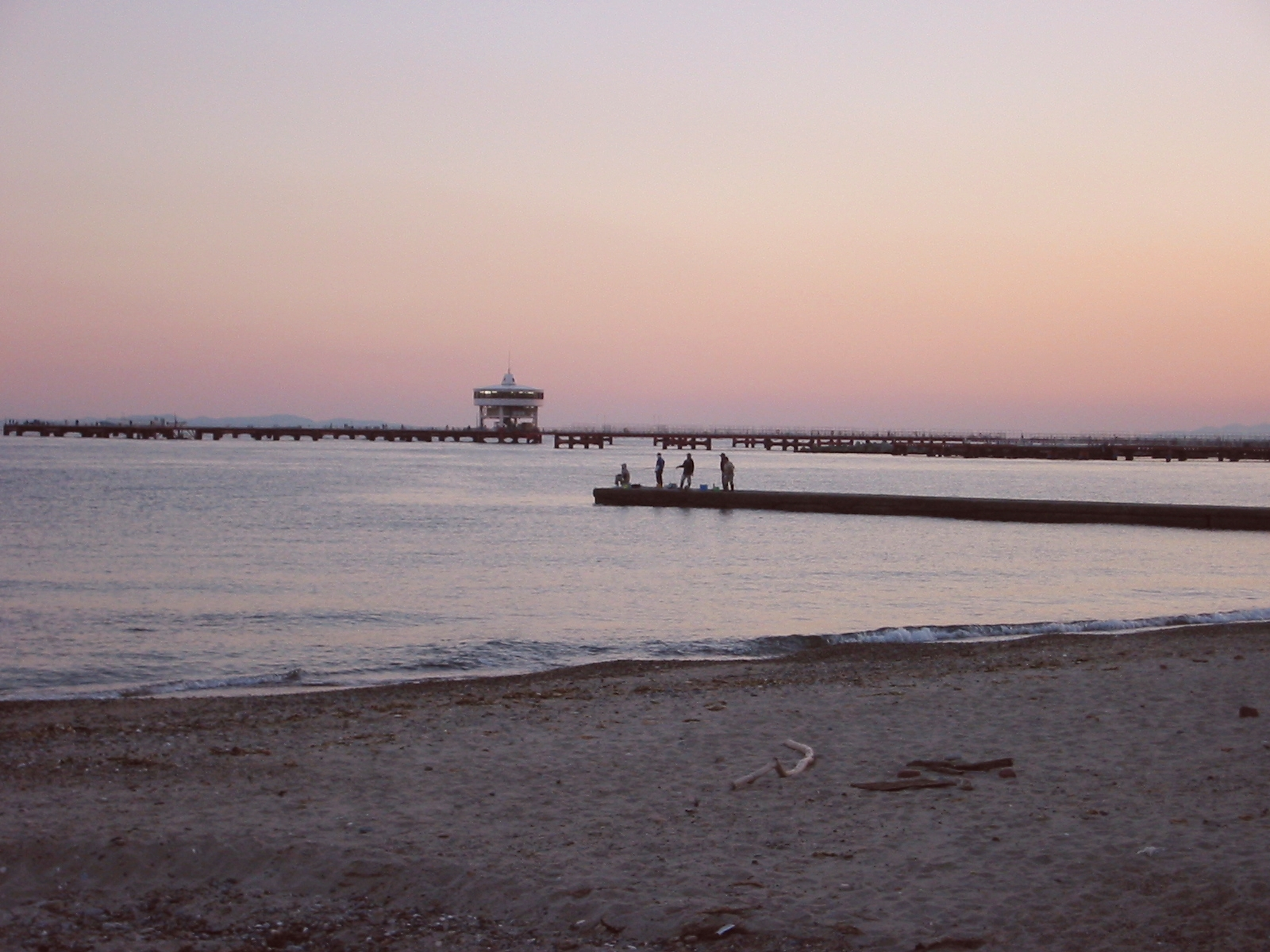
須磨海釣公園

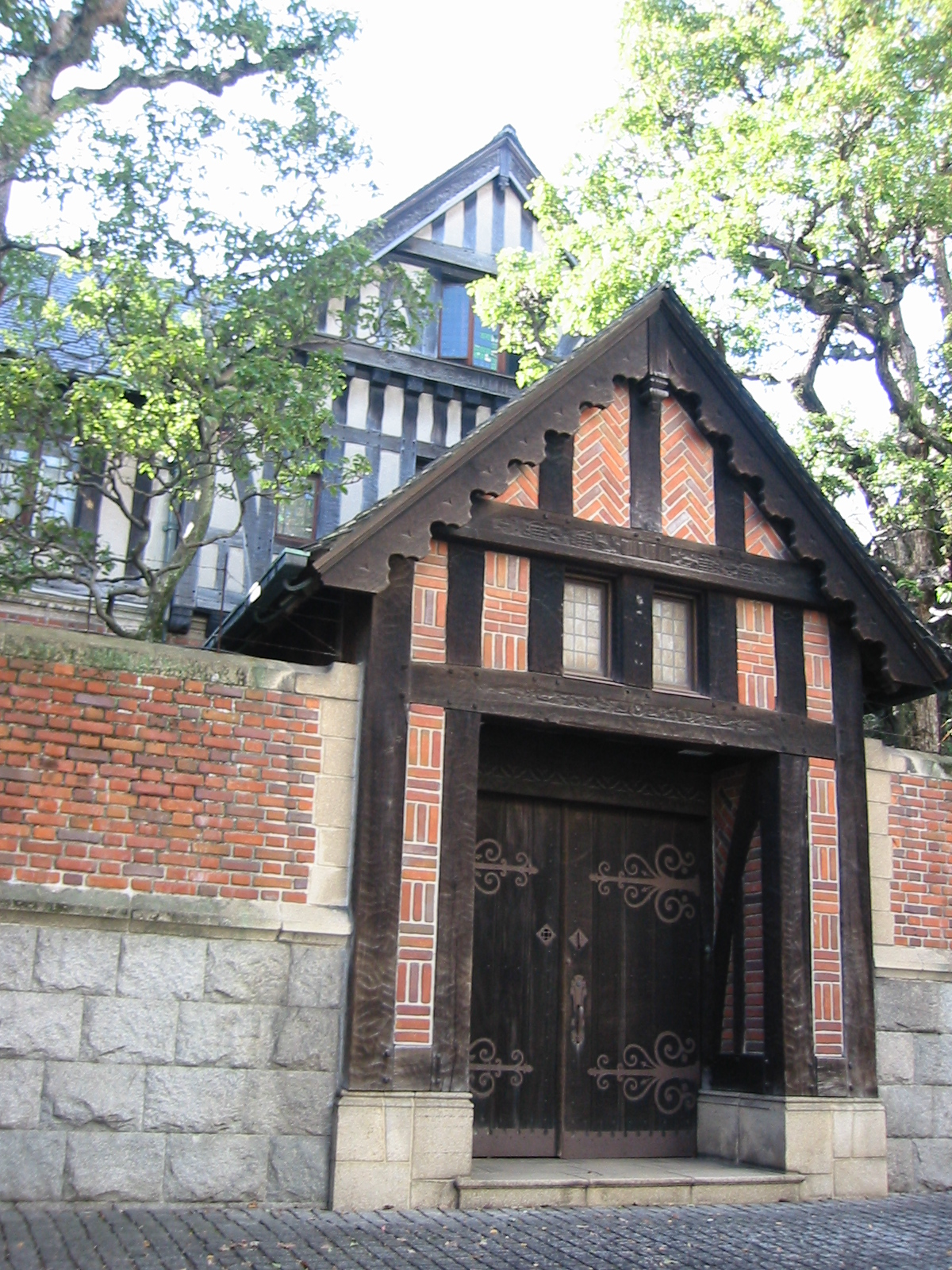
室谷邸

  - 歐力士野牛的準主場神戶綜合運動公園棒球場（日语：神戸総合運動公園野球場）（Hotto Motto球場）

社寺・旧跡
- 須磨寺
- 和田岬燈塔（日语：和田岬灯台）
- 松風村雨堂（日语：松風村雨堂）
- 關守稻荷神社（日语：関守稲荷神社）
  - 須磨的關守遺跡
- 村上帝社（日语：村上帝社）
- 多井畑厄除八幡宮（日语：多井畑厄除八幡宮）：日本最古老的厄除八幡宮

西洋館
- 舊室谷家住宅（日语：旧室谷家住宅）：建於1919年，現已被登錄為有形文化財